# مسجد ملا حمادي
مسجد ملا حمادي من مساجد العراق الأثرية القديمة، ويقع في جانب الرصافة من بغداد عند منطقة المربعة في شارع الرشيد، ولقد شيد عام 1327 هـ/1909م، وسمي نسبة إلى الشيخ ملا حمادي، وجدد بناؤه السيد حميد ملا حمادي عام 1387 هـ/ 1967م، وفيهِ حرم يتسع لأكثر من 150 مصل، وللمسجد خمسة محلات تجارية ملحقة بهِ، والمسجد مستلم من قبل ديوان الوقف السني في العراق وحالتهُ مضبوطة، وكانت تقام فيهِ الصلوات الخمس وحالياً تصلى فيه صلاة الظهر  فقط.